# Apodanthaceae
Apodanthaceae je čeleď vyšších dvouděložných rostlin. Jsou to nezelení parazité, rostoucí na kmenech a větvích hostitelských dřevin. Vyskytují se v Americe, Africe, jz. Asii a jz. Austrálii.

## Charakteristika
Apodanthaceae jsou drobné nezelené rostliny houbovitého vzhledu, parazitující na kmenech a větvích hostitelských dřevin. Rostliny jsou bezkořenné, do dřeva pronikají soustavou vláknitých haustorií. Jediná část rostliny, která se objevuje vně hostitele, je květ. Rostliny jsou jednodomé nebo dvoudomé.
Květy jsou drobné, jednotlivé, jednopohlavné, často zapáchající. V květech je přítomna češule, tvořící v samčích květech androfor a v samičích gynofor. Okvětí je nerozlišené, 4 nebo 5-četné, volné, bílé, smetanové nebo červené. Tyčinek je mnoho a jsou volné. Semeník je spodní, srostlý ze 4 až 8 plodolistů avšak s jedinou komůrkou a jedinou čnělkou. Plodem je mnohasemenná bobule.

## Rozšíření
Čeleď Apodanthaceae zahrnuje asi 23 (podle některých zdrojů až 35) druhů ve 2 rodech. Je rozšířena v Americe (od jižních USA po Argentinu), ve východní Africe, jihozápadní Asii a v jihozápadní Austrálii.

## Taxonomie
Rody stávající čeledi Apodanthaceae byly v minulosti podobně jako jiné parazitické rody podobného charakteru řazeny do sběrné čeledi Rafflesiaceae. Až molekulární analýzou bylo zjištěno, že tyto rostliny přes vnější morfologickou podobnost náležejí do několika různých řádů. V systému APG III jsou Apodanthaceae ponechány nezařazené, ve verzi APG IV z roku 2016 jsou zařazeny do řádu Cucurbitales (tykvotvaré). Fylogenetické studie z r. 2024 docházejí k jiným závěrům: Studie založená na analýze jaderných genomů je navrhuje vyčlenit do samostatného řádu Apodanthales do pozice sesterské skupiny ke kladu (Huales + Malpighiales), studie založená na analýze vybraných částí jaderných genomů kódujících proteiny společně s uvážením morfoanatomických a vývojových synapomorfií je také vyčleňuje z tykvotvarých, ale klade je jako sesterskou skupinu k Rafflesiaceae a jejich společný klad do malpígiotvarých (se slabou podporou jako jejich bazální větev).

## Ekologické interakce
Berlinianche and Pilostyles parazitují nejčastěji na dřevinách z čeledi bobovité (Fabaceae). Apodanthes má širší sortiment, nejčastěji na dřevinách z čeledí vrbovité (Salicaceae), březulovité (Burseraceae) a zederachovité (Meliaceae).

## Přehled rodů
Apodanthes, Pilostyles (včetně Berlinianche)